# ΜTorrent
µTorrent, ou uTorrent, ou MicroTorrent (do grego µ: micro) é um aplicativo cliente BitTorrent, de gerenciamento do protocolo de compartilhamento de arquivos torrent (peer-to-peer), desenvolvido em C++ no ano de 2005 por Ludvig Strigeus, distribuído como adware para os sistemas Microsoft Windows e Mac OS X, podendo ser utilizável também no sistema Linux por meio do Wine e/ou do Cedega. Desenvolvido para utilizar o mínimo possível de recursos do computador ao mesmo tempo em que visa oferecer a mesma funcionalidade dos outros clientes, como por exemplo Azureus e BitComet.
O seu desenvolvimento teve início em 2005, contudo a 7 de dezembro de 2006 o programador Ludvig Strigeus e o CEO Bram Cohen da empresa BitTorrent anunciaram a aquisição por parte desta empresa do aplicativo µTorrent. A cópia do aplicativo continua disponível gratuitamente. A versão 6.0 do cliente BitTorrent é baseada no código fonte do µTorrent.

## História

### Desenvolvimento precoce
Fora do descontentamento geral com bloatware, Serge Paquet sugeriu a Ludvig Strigeus que ele deveria fazer um cliente BitTorrent menores e mais eficientes. Strigeus começou a conceituar os planos para o desenvolvimento do programa, que, na época, não incluiu tornando rico em recursos do cliente. Depois de inicialmente trabalhando nele por cerca de um mês, durante o mês de outubro de 2004, Strigeus deixou codificação μTorrent por um ano. Voltando a trabalhar em 15 de setembro de 2005, e três dias depois, a primeira versão foi públicada (versão 1.1 beta) foi disponibilizado como freeware, e começou a gerar feedback.

### PeerFactor SARL
Em 4 de março de 2006, PeerFactor SARL anunciou a assinatura de um contrato de seis meses com Strigeus para o desenvolvimento de "novas aplicações de distribuição de conteúdo na Web."  PeerFactor SARL é relativamente nova empresa formada por ex-funcionários da PeerFactor, que era uma filial da organização anti-pirataria francesa Retspan.
Ludde afirmou que sua codificação para PeerFactor SARL foi usar sua experiência em otimização do protocolo BitTorrent para criar um arquivo dll que a PeerFactor SARL pretendia usar como parte de uma plataforma de distribuição de arquivos em um ambiente corporativo. Na época, especulava-se que o μTorrent pode ter sido modificado para espionar os usuários em nome da PeerFactor,  no entanto, até à data (mesmo após a aquisição do μTorrent por BitTorrent Inc.) nenhuma prova foi produzida para apoiar estas alegações.

### Mudança de propriedade
Em 07 de dezembro de 2006, uTorrent foi comprado pela BitTorrent, Inc., como foi anunciado em seu fórum oficial.
Em 18 de setembro de 2007, BitTorrent 6.0 foi lançado, que é uma versão re-branded do μTorrent. Como resultado, a BitTorrent 6 é de código fechado (ao contrário de BitTorrent 5.x e antes, que eram de software de fonte aberta).

### Magnet link Support (URI)
Suporte para Magnet Links (URIs) foi adicionado na versão 1.8, lançada em 9 de agosto de 2008. Concebidos como uma alternativa para o arquivo rastreador torrent tradicionais, popularizando-se quando sites como o The Pirate Bay incluiram suporte nativo ao formato.

## Contribuintes
O desenvolvimento original foi realizado pelo sueco Ludvig Strigeus ("Ludde", da Suécia), o criador do μTorrent. Serge Paquet ("vurlix", do Canadá) atuou como coordenador de lançamento, e tinha a intenção de trabalhar em portos Linux e Mac OS X. Ele manteve o site e fórum μTorrent até o final de 2005, mas já não é afiliado com μTorrent.
Desenvolvimento após a compra por BitTorrent é realizada pelos desenvolvedores Adam Kelly ("AdamK"), Arvid Norberg ("Arvid", autor de libtorrent), entre outros no BitTorrent Inc. Strigeus não é mais filiado.

## Recepção
μTorrent já foi elogiado por seu pequeno tamanho e recursos mínimos do computador utilizados, o que o diferencia de outros clientes. PC Magazine declarou que "pacotes de uma excelente variedade de recursos" em 2006 e é listado em seu "melhor gratuitos 157 ferramentas de software" 2008 .Ele também estava em "101 freebies Fantástico" PC do mundo. O site TorrentFreak.com disse que era o mais rico em recursos cliente BitTorrent disponível, depois resume a Universidade 2009 da Califórnia, Riverside estudo que concluiu que "μTorrent velocidades de download Bata Vuze por 16%", em média, e "em 10% dos [a 30 mais utilizados] ISPs, os usuários μTorrent foram baixando de 30% mais rápido do que os usuários Vuze ". About.com disse que era o melhor cliente de BitTorrent disponíveis, citando o seu pequeno tamanho e "impacto mínimo para o resto da velocidade do seu computador." Wired.com disse que sua "pegada de memória também é ridiculamente pequeno". Revista PC & Tech Authority (Austrália) deu 6 estrelas (de um total de 6). Lifehacker.com classificaram o melhor cliente de BitTorrent disponível (Windows) em 2008 e 2011 (Windows e Mac). CNET.com deram a 5 estrelas (de 5) dizendo que ele apresenta "luz e descarga rápida".
Em novembro de 2009, 52 milhões de usuários foram reportadas como usar o aplicativo, e no final de 2011, 132 milhões.
De acordo com um estudo da Arbor Networks, a adoção de IPv6 2008 por μTorrent causou um aumento de 15 vezes no tráfego IPv6 na Internet ao longo de um período de dez meses.